# 自由级战列舰
自由级战列舰（英語：Liberté class）是法國海軍在1900年代初期所建造的前無畏艦，共由4艘艦組成，分別為自由號、民主號、真理號、正義號。本級艦屬於1900年艦隊法案的其中一部分，主要是針對德意志帝國於1898年生效的《1898年海軍法》做回應。建造法案允許法國海軍建造6艘新戰艦，然而當前2艘共和級在建時，其它國家同樣改進新戰艦設計，包括採用口徑較大的副炮等，這促使法軍重新設計後4艘艦，將原先的164（6.5英寸）口徑副砲改採用194（7.6英寸）口徑版本，從而衍伸出本級艦。由於自由級戰艦在艦體設計上大多數沿襲自前一型共和级，包括主炮與共和级同為4門305公釐口徑1893/96年型主砲等，因此有時會被歸為共和級亞型。
本級4艘艦服役初期基本上較平靜無事，主要的任務包括例行訓練、訪問各個法國或外國港口、以及參與由法國政客或外國政要所舉行的海軍閱兵典禮。1909年9月，自由號、正義號、真理號代表法國前往美國參與哈德遜-富爾頓慶典。2年後，首艦自由號即因裝藥性能不穩定導致前彈藥艙殉爆而報廢，造成約250名官兵死亡，法國海軍事後對裝藥保存制定嚴格控管規定，防止事故再次發生。剩餘3艘艦在第一次世界大戰期間先是被指派前往護航往來於法屬北非及法國本土間的運兵船艦隊，接著與主力艦隊前往亞得里亞海與奧匈帝國海軍作戰。在隨後的安提瓦里海戰中，3艦協助英法聯軍擊沉奧匈帝國海軍澤塔號防護巡洋艦，之後嘗試引誘奧軍艦隊主力出海交戰，但未能成功。真理號隨後於1914年9月被短暫地部署至達達尼爾海峽，炮擊鄂圖曼帝國的沿海防禦工事。
1916年，協約國為了向中立且親德的希臘政府施壓，派往3艘自由級等艦至希臘港口，逼迫其加入協約國陣營。英法政府後來支持親協約國人士發動政變，迫使原本的政府倒台，新政府建立後立刻加入協約國，並在之後同意聯軍於馬其頓開啟新戰線。當戰爭進入尾聲時，3艘艦大多駐防於科孚島，並且因為燃煤短缺導致幾乎無法執行任何任務。協約國在第一次世界大戰獲勝後，正義號與民主號被指派前往黑海，監督德軍將戰時扣押的俄艦解除武裝並交還給俄國，而真理號則前往君士坦丁堡監督鄂圖曼帝國的軍隊投降。1919年中以後，所有3艘船都被調回法國本土，真理號在返回後立即退役，另外2艦則一直服役到1920年。最終法國海軍於1921年至1922年間，陸續將3艘艦從海軍名單中除籍並賣給義大利拆船廠拆解。自由號的殘骸則在爆炸意外後一直留在土倫港內未處理，直到1925年才打撈拆解。

## 設計

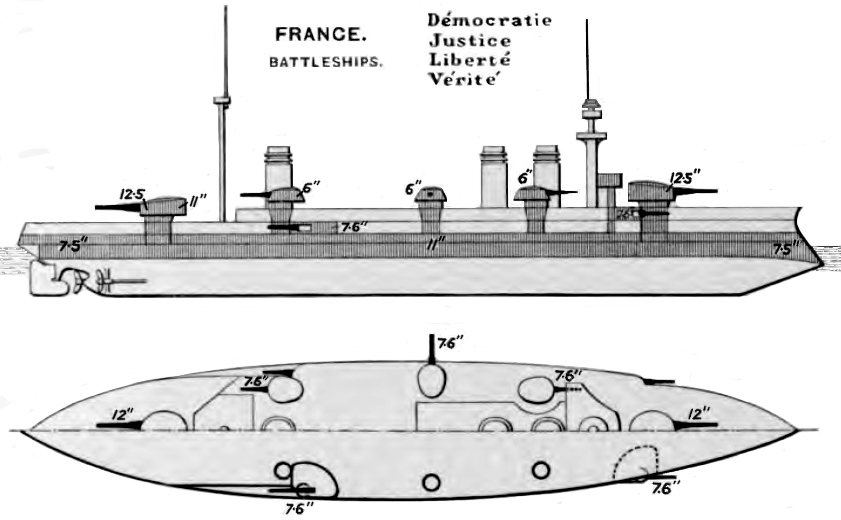
自由級描繪圖，出自1906年的布拉希海軍年鑑（Brassey's Naval Annual）。

自由級戰艦有時被歸類為共和級亞型，本級艦的建造案屬1900年艦隊法案其中一部分，根據法案內容，允許法國海軍建造6艘新戰艦。這項法案主要是針對德意志帝國於1898年生效的《1898年海軍法》，當時德意志帝國海軍在阿爾弗雷德·馮·鐵必制的領導下，意欲擴張海軍勢力來與英國皇家海軍相抗衡。不過德國此舉同時激起另一個主要對手法國的警覺心，由於法國長期將德國當作主要的潛在對手之一，當德國開始擴張海軍後，迫使法國政府下定決心通過類似的海軍法案來擴充艦隊，以便能與德國相抗衡。在白勞易於1896年開始擔任海軍建造總監（Central Director of Naval Construction、DCCN）一職後，新戰艦設計方案便開始籌畫。接下來白勞易開始設計新戰艦，並參考1890年代的戰艦外型來修正許多先前的缺失，包括將裝甲帶在水線以上的面積盡量加大，降低炮彈擊中裝甲帶後所造成的進水風險，同時減少艦體遭受嚴重破壞的情形發生。
在接任海軍建造總監一職後，白勞易開始推行他對戰艦建造的理念。1897年11月，白勞易提出新戰艦排水量須加大為13,600公噸（13,400長噸），與早期的戰艦相比下，這樣的尺寸已超出先前的設計，但這種構思是以增加排水量為前提下，能夠採用防護更好的裝甲佈局，以便能抵禦新開發的穿甲彈攻擊。新艦體將會擁有長度較長、面積較廣的水線裝甲帶，艦體頂部設有平坦的裝甲甲板，整體佈局如同將軍艦改造為一個大型裝甲箱。艦體內部設有高度細分的水密隔艙，確保能降低大量進水時所造成的危險。
隨著新艦體的設計資訊在接下來2年持續進行，整體細節同時在這段期間陸續制定出來。之後設計人員於1898年4月20日提交一份計畫案，艦體排水量預計將增加到15,000公噸（15,000長噸），這標準與同時代英國戰艦相當。為了確保能通過蘇伊士運河，舰宽將限制在8.4（28英尺）左右，同時指定主砲口徑需為305（12.0英寸），並配置在2座雙聯裝主砲塔內。法國海軍高層審閱後批准提案，但要求一部分的細節需要修改，這當中包括重新調整次要武器佈局，然而新的需求會導致艦體上方重量增加，若要維持排水量就必須減少一部分的裝甲厚度，但海軍高層又拒絕減少裝甲厚度，最後整個提案被迫大部分修改。
1898年12月23日，設計人員提出副砲塔生產廠商由施耐德-克魯佐及國有企業的火炮裝備總局之中二擇一，後來由後者勝出。接著在1899年4月28日的另一次會議中，確定新戰艦的設計新方案，並於1899年5月29日委由白勞易做細部修改，以便能符合採用規範。經過2個月的修改後，白勞易於1899年8月8日提交最終版本。海軍高層收到最終方案後，花上1年的時間進行審閱，最後於1900年7月10日由海軍部長让·马里·安托万·德拉内桑批准提案，法國國會同時於1900年12月9日批准《1900年艦隊法》，授權法國海軍可建造6艘新戰艦。
不過整體設計案耗時過長，在此同時其它國家也改進新戰艦設計，包括將重型副炮配置於艦上等，例如英王愛德華七世級戰艦的副炮口徑採用9.2英寸（230）口徑，而這也影響到共和級的建造，迫使法國設計人員將後續還未建造的4艘戰艦的副炮版本從原先的164.7（6.48英寸）口徑換成194（7.6英寸），因此這4艘艦被重新歸類，改為自由級戰艦。然而當4艘自由級戰艦陸續服役前，英國劃時代戰艦無畏號便在1906年就服役於英國皇家海軍，該艦採用全裝重型火炮設計，讓自由級等前無畏艦顯得過時。

### 整體特徵
自由級戰艦全長135.25（443英尺9英寸），其水線長131（429英尺9英寸）、垂標間距133.81（439英尺0英寸）；水線上的舰宽為24.25（79英尺7英寸）；平均吃水深度落在8.2（26英尺11英寸）左右，滿載狀況下排水量為14,900公噸（14,700長噸）。本級艦的艦體以白勞易先前設計的光榮級裝甲巡洋艦為模型，在下裝甲甲板下方的空間劃分15間水密隔艙，並在艙底設置舭龍骨來提升航行穩定性。
艦體的前甲板設計較高，並延伸至主桅處；前甲板處仍保留一小型戰鬥井架，在主桅杆上同時也保留一桿式井架。前上層建築由4層甲板結構組成，另包括前桅、司令塔、海圖室、指揮官寢室、艦橋等設施都設在此處。然而這種設置在服役時發生不少問題，包括司令塔空間太小，無法容納預定數量的船員；艦橋阻擋到從司令塔望向船艉的視線，使得指揮官必須離開司令塔的保護，才能看清軍艦周圍的狀況；在1912年至1913年改裝期間，為了解決視野問題，艦橋側翼被局部拆卸。不過相似的問題同樣在後上層建築困擾著，尤其是後射控系統所受到的影響最多。
艦上預計可容納32名軍官及710名船員，但在擔任旗艦時，容納人數可增加到44名軍官及765名船員，這當中包括一名海軍上將。每艘艦配有18艘小型船隻供使用，這些船隻的類型分別為轻型帆船、獨桅縱帆船、救生筏、小艇、平底船等。若是擔任旗艦時，艦上將增加1艘艦長座艇及3艘小艇。

### 推進系統
本級艦推進系統採三軸推進，使用4缸垂直型三脹式蒸汽機，並安裝22台貝爾維爾（Belleville）式鍋爐，僅正義號安裝的是24台尼克勞斯式鍋爐。所有鍋爐平均分散在4間鍋爐艙內，前3間鍋爐艙共用前面2座排氣煙囪，最後1間鍋爐艙則獨自與後面1座排氣煙囪相連。整個發動機位於船舯數個水密艙室中，約在前3座鍋爐艙與後鍋爐艙之間。每組發動機可驅動一青銅製三葉螺旋槳，中軸線上的螺旋槳直徑為4.85（15英尺11英寸），兩側的螺旋槳直徑則有5（16英尺5英寸）。艦上備有6台發電機，其中2組500安培發電機為主砲塔及彈藥升降機提供電力，另外4組800安培發電機為其餘船舶系統提供電力。
整組推進系統可提供17,500匹公制馬力（17,260匹指示馬力）額定功率，設計初期時預計最高航速為18節（33每小時；21英里每小時）。艦上平時燃煤庫存為900公噸（890長噸；990短噸），滿載時可達到1,800 t（1,800 long ton），可確保在10節（19每小時；12英里每小時）航速下，能巡航至4,200海里（7,800；4,800英里）半徑遠的區域。若將燃煤庫存增加至1,850公噸（1,820長噸；2,040短噸），巡航半徑可提升至8,500海里（15,700；9,800英里）。

### 武器配備

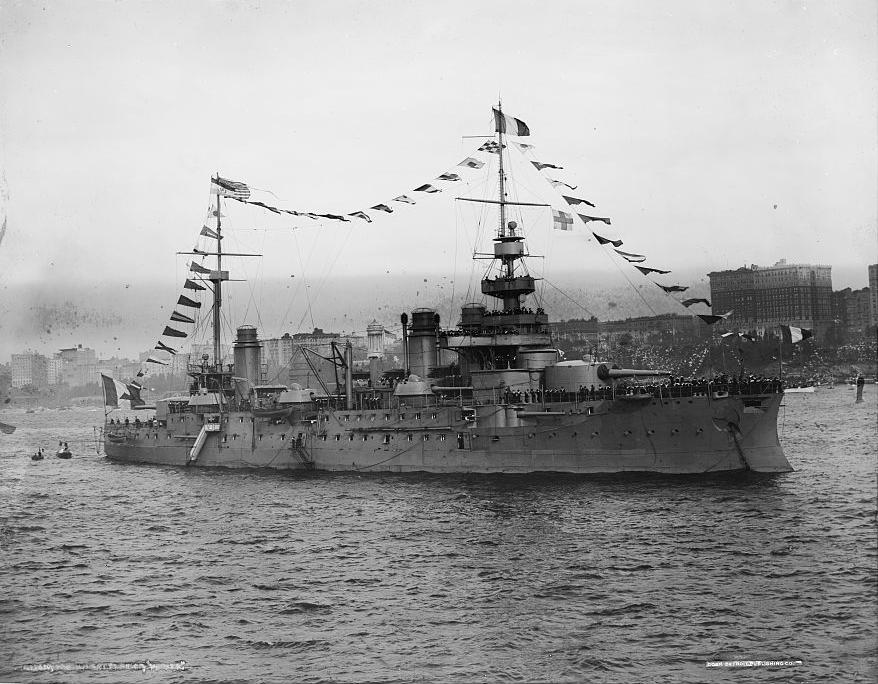
於1909年9月前往美國參與哈德遜-富爾頓慶典的真理號，從照片上可清楚顯示艦上的武器配備佈局，包括前主砲塔、副砲塔、暗炮臺等。

自由級戰艦的主要武器由4門305公釐口徑1893/96年型主砲組成，這4門主砲安裝在2座雙聯裝砲塔內；2座主砲塔則平均分配至前甲板與後甲板側。305（12.0英寸）口徑主炮使用350（770磅）重的砲彈，其槍口初速為865每秒（2,840英尺每秒）。在最大升角12度時，305（12.0英寸）口徑主炮的射程達12,500米（41,000英尺），其射速為每分鐘1輪。砲塔與火炮皆為電動操作，同一座砲塔內的2門火砲可同步升降，若有需要時亦可調整為各自獨立升降狀態。在主砲發射期間，砲管需降至-5度才可進行裝彈作業；每座砲塔可儲備8輪砲彈供緊急使用。早期的法國海軍戰艦會攜帶多種類型的砲彈，包括穿甲彈、半穿甲彈、鑄鐵彈、高爆彈、榴霰彈等，但在自由級服役時，法國海軍開始標準化載彈規格，因此本級艦僅攜帶穿甲彈與半穿甲彈。在和平時期，每門主砲共配備65發砲彈，每艘艦共260發，其中104發為穿甲彈，其餘156發則為半穿甲彈。若在戰時，艦上可配備780發砲彈，是和平時期的3倍數量。
10門194公釐口徑1902年型火砲為本級艦的次要武器，其中6門安裝在單聯裝砲塔內，另外4門則設置在船體炮廓中。6座單聯裝砲塔分布在船體中段區域，其中兩座並排在前排氣煙囪兩側，另外兩座在船舯，最後兩座則並排在後排氣煙囪兩側。位於炮廓的194（7.6英寸）口徑火炮也以成對並排的方式布局，一對在前主砲塔兩側，另一對則在後副砲塔稍為前方的地方。194（7.6英寸）口徑火炮射速為每分鐘2發，槍口初速為865 m/s（2,840 ft/s），火炮最大仰角為15度，射程可達12,000米（39,000英尺）；該火炮與主砲塔一樣以電動方式操作水平旋轉，但垂直升降部分則須人力操作，而位在炮廓中的194（7.6英寸）口徑火炮則是僅能全手動操作。為了確保所有194（7.6英寸）口徑火炮在從彈藥艙調度砲彈期間能正常運作，所有火炮旁皆設有備彈區，可儲存12輪砲彈量及裝藥。艦上每門砲配有200發砲彈，其中150發是半穿甲彈，其餘是穿甲彈，另外還攜帶78發鑄鐵彈和20發訓練彈。
艦上另設有13門65 mm（2.6英寸）口徑1902年型火砲及10門47 mm（1.9英寸）口徑哈其開斯3磅艦炮，來近距離抵禦魚雷艇的攻擊。65（2.6英寸）口徑火炮的射速為每分鐘15輪，最大射程半徑達8,000米（26,000英尺），這些火炮以單一個體的方式配置在船體中，並從射擊口直接將炮口朝外。3磅艦炮則主要配置在桅杆及前、後上層建築的戰鬥平台處。3磅艦炮的射速與65（2.6英寸）口徑火炮相同，但射程僅6,000米（20,000英尺）。其使用的砲彈重量僅有2（4.4磅），與65（2.6英寸）口徑火炮使用的4.17（9.2磅）重砲彈相比下較輕。出航執勤時，每門65（2.6英寸）口徑火炮配有450輪砲彈，3磅艦炮則為每門550輪。
在艦體舷側水線下區域，另設有2組450（17.7英寸）口徑魚雷管。每組魚雷管角度皆固定住，瞄準方向為船樑前方夾角19度。每組魚雷管各配有3發1904年型魚雷，其射程為1,000米（3,300英尺），速度為32.5 kn（60.2 km/h；37.4 mph），載有100（220磅）重的彈頭。每艘艦另配有20枚水雷，可藉由轻型帆船進行鋪設。

### 裝甲防護
本級艦的主裝甲帶以2組滲碳鋼裝甲製列板組成，在船舯區域最大厚度為280（11英寸），並在船艏與船艉處降至180（7.1英寸）。主裝甲帶在船艉處終端連結一200 mm（7.9英寸）厚的橫向水密艙壁，艙壁背側設有80 mm（3.1英寸）厚的柚木板，此柚木板以2層10 mm（0.39英寸）厚的電鍍板保護之。主裝甲帶往前則延伸至艏柱為止，整個裝甲帶厚度在上緣區域為240（9.4英寸），接著在水線以上的區域大約在230（9.1英寸）之間，接著在下緣區域減至50（2.0英寸）。在主甲板及上層建築第一層甲板區間設有3組薄型列板裝甲保護之，此處的裝甲由64 mm（2.5英寸）厚的鋼板與80 mm（3.1英寸）厚的柚木板組成，在前主砲座區域則以154 mm（6.1英寸）厚的艙壁相連接。
水平保護由兩組裝甲甲板組成，上層甲板與主甲板同一水平的區域幾乎覆蓋整個艦體，從船艏延伸到船艉橫向水密艙壁處。此甲板由3層18 mm（0.71英寸）厚的鋼板組成，總厚度達54 mm（2.1英寸）。在其下方包括發動機與鍋爐艙之間的下層甲板由3層17 mm（0.67英寸）厚的鋼板組成，總厚度達51 mm（2.0英寸）。在甲板兩側區域，以向下傾斜方式連接到主裝甲帶下緣區域，此處傾斜裝甲側面由2層36 mm（1.4英寸）厚的鋼板組成。白勞易在設計時打算限制因戰損而湧入艦體的海水量，於是在上層與下層裝甲甲板間位於裝甲帶後側的夾層區域，設置高度細分的堰艙，以便能降低進水風險。儲煤艙則設置在堰艙後側，用以抵擋穿越進來的砲彈或裝甲碎片。
主砲塔區域是本級艦裝甲厚度最厚的區域，正面裝甲厚度為360（14英寸），側面裝甲厚度也有280（11英寸），整個主砲塔裝甲板皆使用滲碳鋼為原料。每片裝甲板後側皆裝有2層20 mm（0.79英寸）厚的鋼板，砲塔頂部由3層24 mm（0.94英寸）厚的鋼板組成；在主甲板以上的砲座區域以246 mm（9.7英寸）厚的裝甲板保護著，甲板以下的區域則減至66 mm（2.6英寸）。在主砲座前方區域裝設166 mm（6.5英寸）厚的過渡裝甲，用以保護砲座到上裝甲帶的區域。副砲塔的正面及側面的裝甲厚度為156（6.1英寸），裝甲板後側均由2層13 mm（0.51英寸）厚的鋼板支撐著，砲塔頂部由3層13 mm（0.51英寸）厚的鋼板組成。砲塔背部的裝甲板使用282（11.1英寸）厚的碳鋼，以便能平衡砲塔重量。砲塔下方的彈藥處理室由143 mm（5.6英寸）的鋼板及12 mm（0.47英寸）厚的雙層電鍍板保護著；不過正義號則是使用130 mm（5.1英寸）的滲碳鋼裝甲及18.5 mm（0.73英寸）的厚的雙層電鍍板保護著。從圍堰到彈藥艙的主甲板上方區域以84 mm（3.3英寸）厚的裝甲板保護之，下方區域位在水線裝甲帶後方，以14 mm（0.55英寸）的裝甲板保護之。炮廓區域以174（6.9英寸）的裝甲板保護之，在其外側裝有2層13 mm（0.51英寸）厚的鋼板，內側則裝有102 mm（4.0英寸）厚的鋼板。
前司令塔的前方與左右兩側以266 mm（10.5英寸）厚的裝甲板保護之，後側的裝甲板厚度則為216 mm（8.5英寸），4個側面裝甲均由2層17 mm（0.67英寸）厚的電鍍板支撐。在後側入口處通道，設有174 mm（6.9英寸）厚的彎曲艙壁保護之。連接司令塔與船舶下方發射站之間的通信管等相關系統，則以200 mm（7.9英寸）厚的重型裝甲管保護之。在上層甲板下方的通信管，改成以2層10 mm（0.39英寸）厚的鋼板保護之。

## 同型艦
| 艦名   | 名稱來源 | 造船廠                               | 架設日期     | 下水日期       | 服役日期      | 結局                              | 附註         |
| ------ | -------- | ------------------------------------ | ------------ | -------------- | ------------- | --------------------------------- | ------------ |
| 自由號 | 自由     | 聖納澤爾羅亞爾阿特利耶和尚提耶造船廠 | 1902年11月   | 1905年4月19日  | 1908年4月13日 | 1911年9月25日因彈藥艙爆炸而毀壞。 | [ 6 ] [ 24 ] |
| 民主號 | 民主     | 布雷斯特兵工廠                       | 1903年5月1日 | 1904年4月30日  | 1908年1月9日  | 1921年時拆解。                    | [ 25 ]       |
| 正義號 | 正義     | 濱海拉塞訥地中海冶金和造船廠         | 1903年4月1日 | 1904年10月27日 | 1908年4月15日 | 1922年時拆解。                    | [ 25 ]       |
| 真理號 | 真理     | 波爾多吉倫特鍛造和造船廠             | 1903年4月    | 1907年5月28日  | 1908年9月11日 | 1922年時拆解。                    | [ 25 ]       |

## 服役歷程

正義號於1909年9月在美國參與哈德遜-富爾頓慶典。

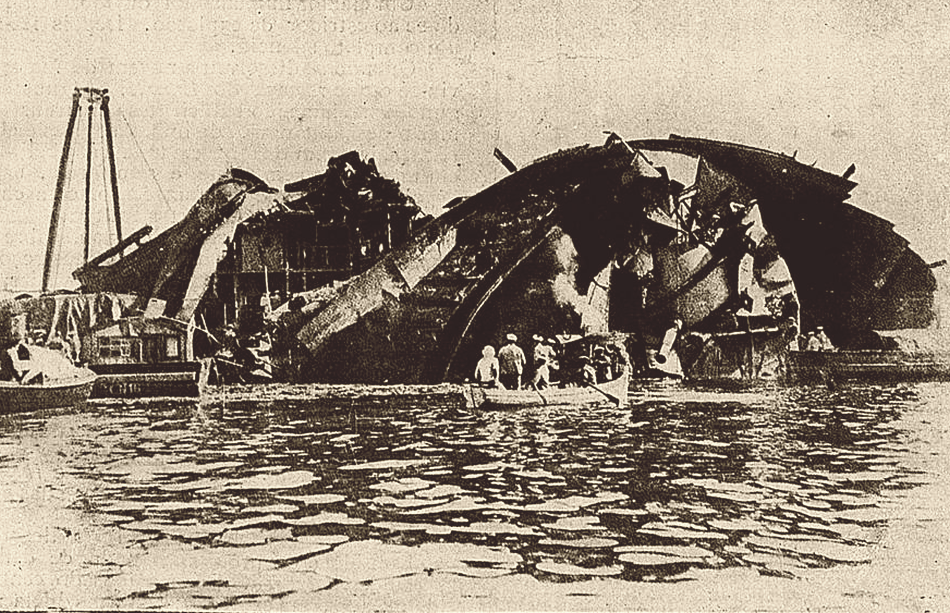
彈藥艙爆炸後的自由號殘骸。

### 第一次世界大戰前
本級艦的首艦為自由號，該艦在1902年11月於聖納澤爾羅亞爾阿特利耶和尚提耶造船廠放置龍骨，1905年4月19日時下水，最終於1908年3月開始服役。正義號與真理號隨後於1903年4月分別在濱海拉塞訥地中海冶金和造船廠及波爾多吉倫特鍛造和造船廠放置龍骨。接著正義號率先於1904年10月27日下水，並在1908年4月15日開始服役；真理號則是到1907年5月28日才下水，成為4艘艦中最晚下水的艦艇，最終該艦於1908年9月開始服役。民主號是本級艦最晚開始建造的軍艦，於1903年5月1日在布雷斯特兵工廠放置龍骨，但在1904年4月30日即下水，並在1908年1月即服役，成為4艘艦中最早服役的艦艇。儘管自由號在建成後是法國海軍當時較為先進的軍艦，但同時期英國的无畏号战列舰已在1906年12月2日開始服役，該艦採全巨砲設計（all-big-gun），主砲使用10門12英寸（300）口徑火跑，並使用能提供更快航速的蒸汽渦輪發動機當作推進系統，使得本級艦在建造中即性能過時。
3艘自由級戰艦在服役時，被法國海軍指派至地中海分艦隊第2總隊，僅有民主號被分配到第1總隊，與共和號、祖國號在同一艦隊內。正義號之後成為第2總隊旗艦，並且所有本級艦皆以土倫為母港，不過艦隊有時也會經常性的駐紮在儒昂湾及濱海自由城。在整個1900年代到1910年代初期間，所有本級艦皆隨艦隊在地中海西部及大西洋海域進行和平時期例行性操演與訓練，同時在這段期間多次參加由法國總統、其它政府官員，或是各個外國政要舉行的海軍閱兵典禮；另外還經常訪問地中海上的各個國內外主要港口，包括對西班牙、摩納哥、義大利的訪問等等。在這些訪問中，最值得注意的是自由號、正義號、真理號於1909年9月穿越大西洋，代表法國前往美國出席哈德遜-富爾頓慶典。
1911年初，法國海軍成功在正義號與真理號上進行海軍無線電報實驗。接著因為次型丹東級戰艦開始陸續服役，法國海軍遂於1911年8月1日將自由級與共和級各艦轉調至第2分艦隊。首艦自由號在同年9月25日於土倫港內發生大爆炸，調查結果顯示爆炸區域在艦舯下方的彈藥艙。此次意外將自由號炸成2半，艦舯甲板甚至被爆炸波掀成向後捲曲狀，停靠在附近的軍艦也受到碎片波及而受損，在這之中因波即而受損最重的是停靠在側的共和號。整起事故最終造成自由號上250官兵死亡，若包括周圍各艦受到波及人數的話，死亡人數接近300人。隨後的調查表明，此次殉爆原因是當時法國海軍使用的砲彈裝藥B火藥特性不穩定所造成的。在此意外後，法國海軍訂製更嚴格的火藥控管措施，以減少再次發生事故的可能性。其餘3艘本級艦在接下來的3年中以海上訓練或巡航任務等形式在地中海周圍執行任務。當奧匈帝國皇儲弗朗茨·斐迪南大公於1914年6月遇刺後，歐洲大陸自7月起開始爆發戰爭危機，所有艦隊被迫在港口待命，為戰爭的可能性做準備。

### 第一次世界大戰期間
當第一次世界大戰於1914年7月爆發後，法國政府便立即動員地中海艦隊，由於法國海軍擔心以格本號大巡洋艦為首的德國地中海支艦隊襲擊法屬北非到法國本土間的運輸艦隊，因此派遣所有可以戰鬥的軍艦護衛往來於這條運輸線上的部隊運輸艦群。3艘自由級戰艦被分派至法國地中海艦隊第2分艦隊，前往阿爾及爾協助護航法國陸軍第19軍團共7000名軍人到法國本土；護航至中途時，第2總隊將任務交接給前來支援的讓·巴爾號、孤拔號等艦，讓後者護航運輸艦隊返回法國本土。在此之後，3艘自由級戰艦被指派至法國主力艦隊，並隨艦隊航往亞得里亞海試圖與奧匈帝國海軍交戰。英法聯軍艦隊後來於1914年8月15日發現奧艦澤塔號及1艘魚雷艇，遂爆發安提瓦里海戰，最終澤塔號被聯軍擊沉。法國海軍隨後將艦隊部屬在亞得里亞海南部，並持續執行海上巡邏任務。1914年8月17日艦隊在海上巡邏時遭遇大霧，正義號與民主號因視線不佳而發生相撞意外，隨後立刻從前線撤回並進行修理。奧匈帝國海軍後來不願再派水面艦艇出海交戰，僅派遣U艇持續對聯軍進行襲擊，為了減少戰損，法國海軍將所有戰艦撤至科孚島及馬爾他，而小型軍艦則繼續在亞得里亞海南部執行掃蕩任務。
當大部分軍艦駐紮在科孚島時，真理號於1914年9月24日被法國海軍指派至達達尼爾海峽，加強該海域英法聯軍艦隊的實力，以便能抵抗已經轉賣給鄂圖曼海軍的格本號。真理號隨後於1914年11月，隨艦隊參與對鄂圖曼沿海防禦工事進行砲擊任務。1915年5月，義大利王國倒戈至協約國陣營，義大利皇家海軍接管亞得里亞海南部海域的巡邏任務，讓法軍艦隊得以從此處撤出。法國海軍之後在加里波利戰役的最後階段時，將民主號與正義號調來，協助加強達達尼爾海峽的海軍實力。加里波利戰役結束後，英法兩國為了要求希臘加入協約國陣營，開始對中立但親德的希臘政府施加壓力，法軍同時將第2分艦隊調往希臘，加強對希臘的震攝力道。英法聯軍後來於1916年12月派遣陸軍登陸雅典，以行動支持親協約國分子發動政變，但被希臘陸軍擊退而被迫撤退。這場僵局延燒到1917年6月時，希臘國王康斯坦丁一世終於頂不住壓力而被迫遜位，繼任的親協約國政府正式宣布希臘加入協約國陣營。所有法艦隨後返回科孚島，並在這裡度過戰爭剩餘的歲月。在此期間由於煤炭短缺，迫使艦隊無法執行任何重要任務。

### 第一次世界大戰後
當德意志帝國於1918年11月簽署康邊停戰協定後，第一次世界大戰正式宣告結束。法國海軍立刻派遣正義號與民主號前往黑海，監督德軍將戰時扣押的俄艦解除武裝並交還給俄國。接著法軍為了武裝干涉俄國內戰，將正義號調往烏克蘭沿岸支援俄國白軍，但已經厭倦戰爭的船員於1919年4月發動譁變。最終法國海軍高層與譁變者妥協，將艦隊召回法國本土，因而正義號與民主號得以於1919年5月離開俄國。民主號後來搭載鄂圖曼帝國大維齊爾達馬特·費里德帕夏至法國本土，讓費里德帕夏得以代表鄂圖曼簽訂塞夫爾條約，從而讓鄂圖曼帝國正式退出第一次世界大戰。真理號最初也被指派到君士坦丁堡監督投降的鄂圖曼帝國軍隊，但之後就很快地返回法國本土，並於1919年8月1日退役。正義號返回法國本土後仍短暫地擔任訓練艦，但民主號返回法國本土後則沒有再執行過任何任務。真理號與民主號最後於1921年5月從海军名录上除籍，並很快地移至義大利拆解。正義號則於1920年4月改為後備役，並於1921年3月退役，最後在同年12月出售拆解。自由號的殘骸自爆炸損毀後一直廢棄在土倫港內，直到1925年法國海軍才派人將殘骸打撈起來，並拖入鄰近的乾塢拆解。

### 腳註
1. ↑  正義號戰艦與其它3艦不同，其安裝的是24台尼克勞斯（英语：Field-tube boiler）式鍋爐。[1]

### 引用
1. 1 2 3 4 5 6  Jordan & Caresse 2017，第89頁.
2. 1 2  Ropp 1987，第329頁.
3. 1 2  Jordan & Caresse 2017，第86頁.
4. ↑  Jordan & Caresse 2017，第86–87頁.
5. ↑  Jordan & Caresse 2017，第87–88頁.
6. 1 2 3  Jordan & Caresse 2017，第88頁.
7. ↑  Jordan & Caresse 2017，第109頁.
8. 1 2 3 4 5  Gardiner 1979，第297頁.
9. 1 2 3 4  Jordan & Caresse 2017，第101頁.
10. ↑  Jordan & Caresse 2017，第97–98頁.
11. ↑  Jordan & Caresse 2017，第108頁.
12. 1 2  Jordan & Caresse 2017，第107–108頁.
13. ↑  Alger 1907，第458頁.
14. ↑  Friedman 2011，第204頁.
15. ↑  Jordan & Caresse 2017，第89–92頁.
16. ↑  Friedman 2011，第212–213頁.
17. ↑  Jordan & Caresse 2017，第101–104頁.
18. ↑  Jordan & Caresse 2017，第95頁.
19. ↑  Jordan & Caresse 2017，第96頁.
20. 1 2  Jordan & Caresse 2017，第98頁.
21. ↑  Jordan & Caresse 2017，第107頁.
22. 1 2 3  Jordan & Caresse 2017，第100頁.
23. ↑  Jordan & Caresse 2017，第105頁.
24. ↑  Jordan & Caresse 2017，第231頁.
25. 1 2 3  劉怡（2011年），第132页
26. ↑  Gardiner & Gray 1984，第21頁.
27. ↑  Jordan & Caresse 2017，第223頁.
28. ↑  Jordan & Caresse 2017，第225–226頁.
29. ↑  Levine & Panetta 2009，第51頁.
30. ↑  Jordan & Caresse 2017，第231–232頁.
31. ↑  Alger 1911，第283頁.
32. ↑  Windsor 1911，第653頁.
33. ↑  Jordan & Caresse 2017，第232–234頁.
34. ↑  Windsor 1911，第651頁.
35. ↑  Wells 1911，第1458頁.
36. ↑  Jordan & Caresse 2017，第234–238頁.
37. ↑  Halpern 1995，第55–56頁.
38. ↑  Guernsey 1920，第179-180頁.
39. ↑  Halpern 2004，第4頁.
40. ↑  Jordan & Caresse 2017，第252頁.
41. ↑  Jordan & Caresse 2017，第254–258頁.
42. ↑  Corbett 1920，第377–378頁.
43. ↑  Hamilton & Herwig 2004，第181頁.
44. ↑  Jordan & Caresse 2017，第269–270頁.
45. ↑  Jordan & Caresse 2017，第274頁.
46. ↑  Jordan & Caresse 2017，第276–277頁.
47. ↑  Jordan & Caresse 2017，第279頁.
48. ↑  Bell & Elleman 2003，第88–91頁.
49. ↑  Jordan & Caresse 2017，第285–286頁.